# سكوت ناغي
سكوت ناغي (بالإنجليزية: Scott Nagy)‏ هو مدرب كرة سلة أمريكي، ولد في 7 يونيو 1966 في أبيلين في الولايات المتحدة.

## روابط خارجية
- سكوت ناغي على موقع كلية كرة السلة في سبورتس رفرنس.كوم (الإنجليزية)